# Walckenaeria elgonensis
Walckenaeria elgonensis är en spindelart som beskrevs av Holm 1984. Walckenaeria elgonensis ingår i släktet Walckenaeria och familjen täckvävarspindlar. Inga underarter finns listade i Catalogue of Life.